# Felix Erdmann
Felix Erdmann (* 4. April 1978 in Mülheim an der Ruhr) ist ein ehemaliger deutscher Rudersportler, der als Steuermann bei Weltmeisterschaften drei Silbermedaillen gewann.

## Sportliche Karriere
Erdmann gehörte der RRG Mülheim an. 1998 wurde er mit Sven Ueck und Mark Kleinschmidt Deutscher Meister im Zweier mit Steuermann. 2003 siegte er zusammen mit Martin Zobelt und Volker Utesch. 2001 gewann er den Titel im Vierer mit Steuermann.
Erdmann war international bereits als Jugendlicher erfolgreich. Bei den Junioren-Weltmeisterschaften wurde er 1994 Zweiter im Vierer mit Steuermann. 1995 gewann er im Zweier und 1996 holte er im Zweier die Bronzemedaille. Im Nations Cup, einem Vorläuferwettbewerb der U23-Weltmeisterschaften, siegte er 1997 mit dem Achter und wurde 1998 Dritter. 1998 nahm Felix Erdmann auch erstmals an Weltmeisterschaften in der Erwachsenenklasse teil und wurde bei den Titelkämpfen in Köln Fünfter im Vierer und Vierter im Zweier. 1999 gewann er mit dem Achter die Silbermedaille im Nations Cup. Bei den Weltmeisterschaften in St. Catharines wurden Jörg Dießner, Enrico Schnabel und Felix Erdmann Zweite im Zweier mit 0,25 Sekunden Rückstand auf den siegreichen US-Zweier. 2000 gewann Erdmann beim Nations Cup mit dem Achter. Bei den Weltmeisterschaften 2001 wurde Erdmann Siebter mit dem Vierer.
Fünf Jahre später nahm Erdmann wieder an Weltmeisterschaften teil. Bei den Weltmeisterschaften 2006 in Eton siegte der italienische Leichtgewichts-Achter mit zwei Sekunden Vorsprung vor dem von Erdmann gesteuerten deutschen Boot, das 0,23 Sekunden vor den drittplatzierten Polen über die Ziellinie fuhr. Im Jahr darauf bei den Weltmeisterschaften in München siegte der niederländische Leichtgewichts-Achter vor den Deutschen und den Italienern.